# Gmina Markusy
Die Gmina Markusy ist eine Landgemeinde im Powiat Elbląski der Woiwodschaft Ermland-Masuren in Polen. Ihr Sitz ist das  gleichnamige Dorf (deutsch Markushof) mit etwa 600 Einwohnern.

## Gliederung
Zur Landgemeinde Markusy gehören 18 Dörfer (deutsche Namen bis 1945) mit einem Schulzenamt:
- Balewo (Baalau)
- Brudzędy-Stare Dolno (Brodsende-Alt Dollstädt)
- Dzierzgonka (Sorgenort)
- Jezioro (Thiensdorf)
- Kępniewo (Kampenau)
- Krzewsk (Hohenwalde)
- Markusy (Markushof)
- Nowe Dolno (Neu Dollstädt)
- Rachowo (Kronsnest)
- Stalewo (Stalle)
- Stankowo-Topolno
- Węgle-Żukowo
- Wiśniewo (Augustwalde)
- Zwierzno (Thiergart)
- Zwierzeńskie Pole (Thiergarthsfelde)
- Złotnica (Güldenfelde)
- Żółwiniec-Jurandowo (Wengelwalde-Rosenort)
- Żurawiec (Schwansdorf)

Weitere Ortschaften der Gemeinde sind Nowe Kępniewo, Tynowo (Thienhof) und Zdroje.

## Persönlichkeiten
- Eduard Wiebe (1804–1892), Bauingenieur und Baubeamter; geboren in Stalle
- Werner Schulz (1932–2018), Geologe; geboren in Thiensdorf